# Mr. Holmes
Mr. Holmes ist ein britisch-amerikanisches Filmdrama und Sherlock-Holmes-Pastiche unter der Regie von Bill Condon aus dem Jahr 2015. Im Zentrum der Handlung steht der alternde Detektiv Sherlock Holmes, der sich nach Abschluss seiner Detektivkarriere in ein ländliches Leben zurückgezogen hat. Der Film startete am 19. Juni 2015 in ausgewählten britischen Kinos und feierte seinen deutschen Kinostart am 24. Dezember 2015.

## Handlung
Der mittlerweile 93-jährige Meisterdetektiv Sherlock Holmes hat sich bereits lange aus dem alltäglichen Geschäft zurückgezogen und lebt im Jahre 1947 abgeschieden in seinem Landhaus in Sussex, zusammen mit seiner Haushälterin Mrs. Munro und ihrem Sohn Roger. Holmes leidet ob seines fortgeschrittenen Alters zunehmend unter Demenz. So fällt es ihm beispielsweise schwer, die Details seines letzten Falls zu rekonstruieren, der ihn 30 Jahre zuvor dazu bewogen hatte, seine Detektivkarriere zu beenden.
Die Beziehung zwischen Holmes und seiner Haushälterin Mrs. Munro gestaltet sich zunehmend schwierig, da Mrs. Munro mit der Fürsorge für den zynischen und immer gebrechlicher werdenden Holmes überfordert ist und sogar plant, seinen Haushalt zu verlassen. Parallel dazu baut Holmes jedoch eine (Groß-)väterliche Freundschaft zu Mrs. Munros Sohn Roger auf, der ihn mit seiner Wissbegierde und seinem scharfen Verstand beeindruckt. Holmes’ Hobby ist die Bienenzucht und er unterrichtet den Jungen, der seine Interessen teilt, nach und nach in der Imkerei, was von Rogers Mutter mit Misstrauen beobachtet wird.
Durch Rogers Drängen kann sich Holmes allmählich wieder an die Umstände seines letzten Falls erinnern; in Rückblenden erfährt der Zuschauer, dass Holmes damals auf Wunsch des Ehemanns im Fall einer jungen Frau namens Ann Kelmot ermittelte, die zwei Fehlgeburten erlitten hatte und deren Verhalten ihm absolut rätselhaft war. Ann hatte Grabsteine für ihre ungeborenen Kinder errichten lassen (wovon ihr Mann allerdings nichts wissen durfte). Sie begann mehrmals die Woche die Musiklehrerin Madame Schirmer aufzusuchen, nahm zuerst bei ihr Unterricht im Glasharmonikaspiel, später waren die Musikstunden jedoch nur ein Alibi, um von ihrem Mann wegzukommen und in Ruhe ihrer verstorbenen Kinder gedenken zu können. Der Ehemann hatte dafür keinerlei Verständnis. Als Holmes sie verfolgte, deuteten verschiedene Hinweise darauf hin, dass Ann Kelmot plante, ihren Ehemann zu ermorden. Holmes fand jedoch heraus, dass sie vorhatte, Selbstmord zu begehen und zwischen den Gedenksteinen ihrer Kinder begraben zu werden. Holmes wähnte in Ann Kelmot eine verwandte Seele und die beiden erkannten, dass sie unter den gleichen Gefühlen von Einsamkeit und Isolation litten, da Holmes nach dem Auszug Watsons zurückgezogen lebte. Den Vorschlag der jungen Frau, dieser Einsamkeit gemeinsam zu entkommen, wies Holmes zurück; er riet ihr, zu ihrem Ehemann zurückzukehren. Daraufhin beging Ann Kelmot Selbstmord, indem sie sich vor einen Zug stürzte. Holmes gab sich die Schuld am Tod der jungen Frau und beschloss, sich aus dem Detektivgeschäft zurückzuziehen, während Watson die Geschehnisse in einer seiner teilfiktiven Geschichten zum Erfolg umdeutete. Holmes zuliebe veränderte er das Ende in seinem Werk und verschloss alle Gegenstände, die mit dem Fall zu tun hatten, sodass der Detektiv nicht immer wieder mit seinen Schuldgefühlen konfrontiert wurde. Erst Jahre später (zu Anfang des Films) findet Holmes das Foto von Ann Kelmot, was bei ihm den Drang auslöst, sich an den Fall erinnern zu wollen. Später findet Roger dann noch ihren Handschuh, den Watson wegsperrte, was Holmes Erinnerungen an den Ausgang des Falls weckt.

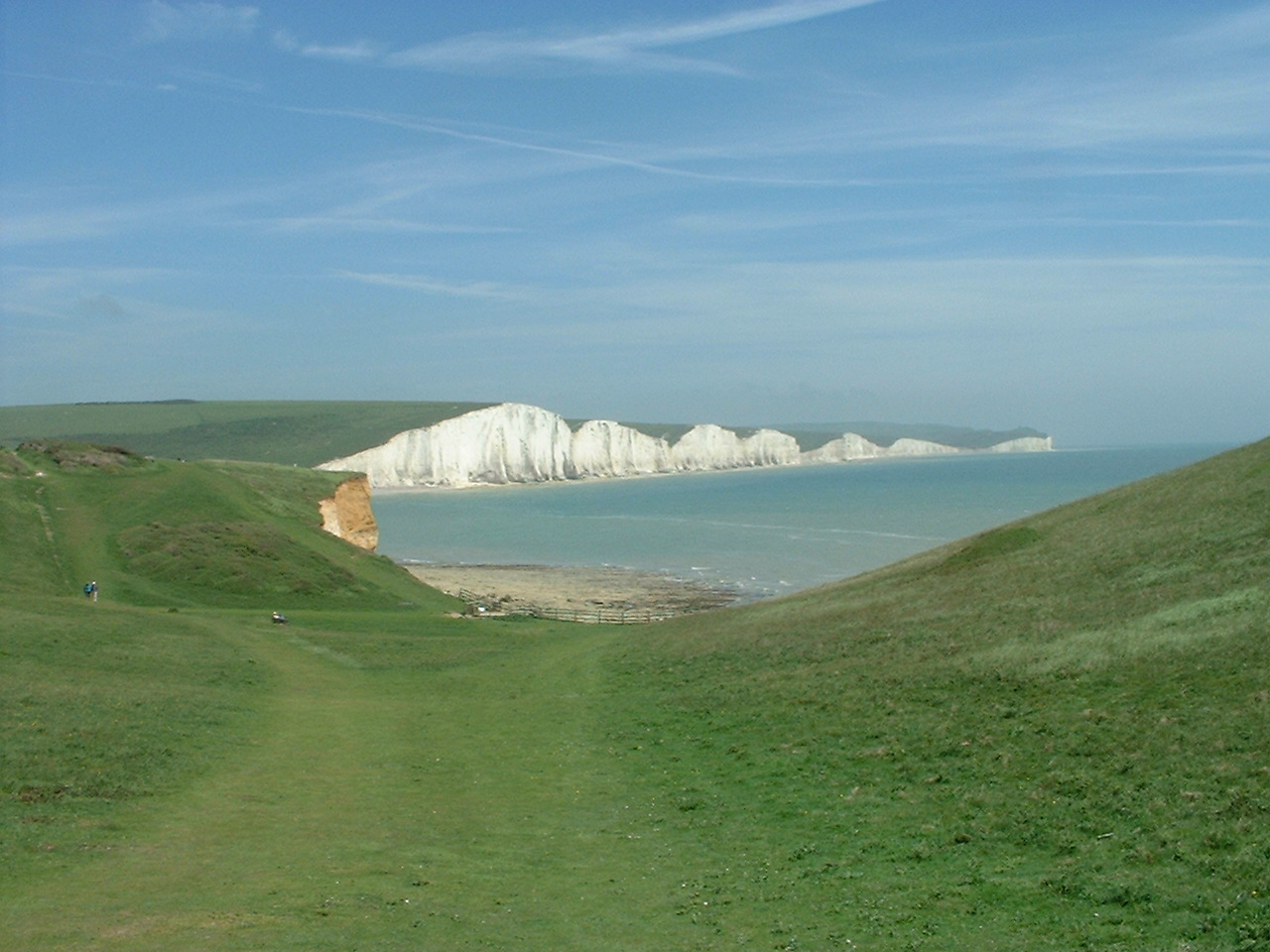
Seven Sisters, Drehort in Sussex

Mrs. Munro beschließt, das Landhaus in Sussex zu verlassen, und nimmt eine Stelle in einem Hotel in Portsmouth an. Noch vor ihrer Abreise findet Holmes den jungen Roger bewusstlos und voller Insektenstiche neben seinen Bienenhäusern; er und Mrs. Munro sind in Aufruhr und großer Besorgnis. Mrs. Munro beschuldigt Holmes, welcher sich selbst die Schuld an dem tragischen Ende eines weiteren Wegbegleiters gibt. Durch Zufall erkennt Holmes später, dass die Stiche nicht wie vermutet von seinen Bienen stammen, sondern, dass Roger auf ein Wespennest gestoßen war und die Wespen ihn angegriffen haben, als er die Bienen beschützen wollte. Anders als im Buch A Slight Trick of the Mind, welches als Vorlage diente, überlebt Roger und während sich sein Zustand allmählich verbessert, kommt Holmes zu dem Schluss, dass persönliche Beziehungen und vor allem emotionale Bindungen zu anderen im Leben wichtig sind. Er verspricht Mrs. Munro, dass sie das Landhaus nach seinem Tod erben werde, wenn sie mit Roger bei ihm bliebe.
Dem Japaner, den er zu Beginn des Films in dessen Heimatort Hiroshima besucht hat, um an den vermeintlich gedächtnisfördernden Anispfeffer zu kommen, schreibt er zum Ende einen Brief, in dem er erklärt, dass dessen Vater sich auf seine Empfehlung hin dem britischen Geheimdienst angeschlossen hatte und daher keinen Kontakt zu seiner Familie mehr halten durfte. Offenbar hatte der Japaner mit Holmes’ Besuch die Hoffnung verknüpft, Auskunft über den Verbleib seines Vaters, der Jahre zuvor angeblich in England mit Holmes zusammengetroffen war, zu erhalten, aber Holmes beteuerte damals, den Vater nicht zu kennen. Holmes bezeichnet den Brief schließlich als „seinen ersten Vorstoß in die Welt der Fiktion“.

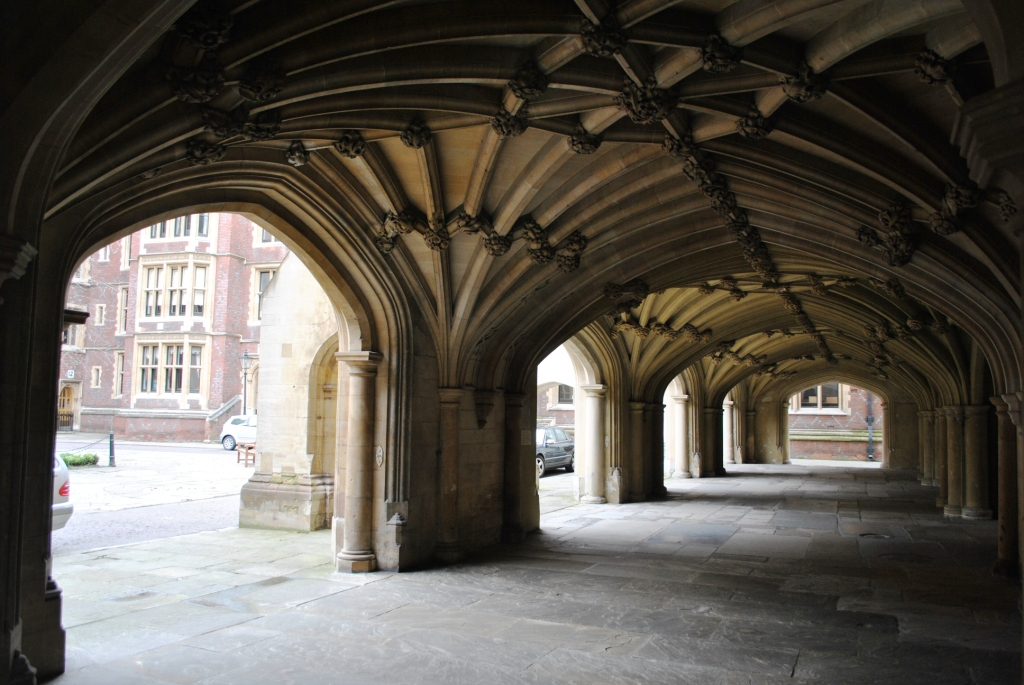
Gewölbe Lincolns Inn Chapel, einer der Drehorte in London

## Hintergrund
Die zentrale Figur des Sherlock Holmes basiert auf den Romanen von Arthur Conan Doyle. Im September 2013 wurde angekündigt, dass der im Jahr 2005 veröffentlichte Roman A Slight Trick of the Mind von Mitch Cullin als Spielfilm umgesetzt werden würde. Bill Condon wurde als Regisseur engagiert, während der britische Theaterschauspieler Ian McKellen für die Titelrolle verpflichtet wurde. Am 7. Mai 2014 stießen Laura Linney und Hattie Morahan zum Cast. Am 9. Juli 2014 wurde bekanntgegeben, dass Hiroyuki Sanada in einer Nebenrolle zu sehen sein würde. Er spielt einen Bewunderer von Holmes’ Arbeit, dem Holmes bei seiner Reise ins (Nachkriegs-)Hiroshima in Japan begegnet.
Es wird erwähnt, dass Dr. Watson sich die Geschichten von Sherlock Holmes teils zurechtgelegt hat, und so fehlen typische Attribute bei Sherlock Holmes wie die Deerstalker-Mütze und die Pfeife.
Die Dreharbeiten wurden innerhalb von sieben Wochen zwischen dem 5. Juli 2014 und dem 22. August 2014 in East Surrey sowie in London abgehalten.

## Trivia
Die im Film ausgebreitete Geschichte um den Fall der Ann Kelmot gehört nicht zu den Originalstories von Arthur Conan Doyle. Auch als Pastiche seitens anderer Autoren ist sie nicht veröffentlicht.

## Synchronisation
Die deutsche Synchronisation der Kino-Version (2015) entstand im Auftrag der Digital Media Technologie GmbH unter der Dialogregie von Astrid Kollex.
In der Synchronisation der DVD-Version (2017) im Auftrag der FFS Film- & Fernseh-Synchron GmbH unter der Dialogregie von Henning Stegelmann kamen teilweise unterschiedliche Synchronsprecher zum Einsatz
| Schauspieler       | Rollenname      | Synchronsprecher                               |
| ------------------ | --------------- | ---------------------------------------------- |
| Ian McKellen       | Sherlock Holmes | Kaspar Eichel (Kino) / Eckart Dux (DVD)        |
| Laura Linney       | Mrs. Munro      | Marion Martienzen                              |
| Milo Parker        | Roger Munro     | Daniel Kirchberger (Kino) / Manuel Elias (DVD) |
| Hiroyuki Sanada    | Tamiki Umezaki  | Asad Schwarz                                   |
| Hattie Morahan     | Ann Kelmot      | Celine Fontanges                               |
| Patrick Kennedy    | Thomas Kelmot   | Christian Stark                                |
| Frances de la Tour | Madame Schirmer | Katja Brügger                                  |
| John Sessions      | Mycroft Holmes  | Achim Buch                                     |

## Rezeption
Der Film stieß bei den Kritikern überwiegend auf positive Resonanz. Bei Rotten Tomatoes sind 87 % positive Kritiken verzeichnet mit einer Durchschnittsbewertung von 7.2/10 Punkten, basierend auf 163 Bewertungen. Auf Metacritic kommt der Film auf eine Durchschnittsbewertung von 67 von 100 Punkten, basierend auf 35 Kritiken, was auf ein „generell wohlwollendes“ Echo schließen lässt.
Björn Becher gelangt auf Filmstarts zu dem Urteil: „Mit ‚Mr. Holmes‘ gelingt Regisseur Bill Condon und seinem oscarwürdig brillierenden Hauptdarsteller Ian McKellen ein sehr ruhiges, aber sehenswertes Drama.“

## Auszeichnungen
Bei den British Independent Film Awards 2015 wurde Milo Parker als vielversprechendster Newcomer nominiert. Ian McKellen war bei den Online Film Critics Society Awards als bester Hauptdarsteller nominiert.